# Hongqi HQ3
Der Hongqi HQ3 oder Hongqi Shengshi ist ein PKW der oberen Mittelklasse des chinesischen Herstellers Hongqi. Das Fahrzeug ist entweder ein Nachbau oder (wie bei anderen Hongqi-Modellen) eine Lizenzfertigung des Toyota Crown Majesta.
Der HQ3 ist – in der Tradition früherer Hongqi-Modelle – eines der teuersten Autos eines chinesischen Herstellers, der Wagen kostet bereits in der Basisversion 350.000 RMB, knapp 40.000 €, die 4,3-l-Version ist nahezu doppelt so teuer.
Als Motorisierung stehen ein 3,0-l-V6-Motor mit 170 kW und ein 4,3-l-V8 mit 206 kW zur Wahl. Der Wagen ist mit zahlreichen Extras ausgestattet, die westlichen Standards entsprechen. Serienmäßig sind so sechs Airbags, Xenon-Scheinwerfer mit Helligkeitssensor, ein Navigationssystem mit DVD-Player, getrennte Klimaanlagen für die vorderen und hinteren Sitze, aber auch ein integrierter Kühlschrank. Gegen Aufpreis gibt es darüber hinaus einen Nachtsicht-Assistenten.

## Technische Daten
|                                             | HQ300                    | HQ430                    |
| Bauzeitraum                                 | 2006–2010                | 2006–2010                |
| Motorkenndaten                              |                          |                          |
| Motortyp                                    | V6-Ottomotor             | V8-Ottomotor             |
| Hubraum                                     | 2995 cm³                 | 4292 cm³                 |
| max. Leistung bei min−1                     | 170 kW (231 PS) / 6200   | 206 kW (280 PS) / 5600   |
| max. Drehmoment bei min−1                   | 300 Nm / 4400            | 430 Nm / 3400            |
| Kraftübertragung                            |                          |                          |
| Antrieb, serienmäßig                        | Hinterradantrieb         | Hinterradantrieb         |
| Getriebe, serienmäßig                       | 6-Gang-Automatikgetriebe | 6-Gang-Automatikgetriebe |
| Messwerte                                   |                          |                          |
| Höchstgeschwindigkeit                       | 235 km/h                 | 250 km/h                 |
| Beschleunigung, 0–100 km/h                  | 8,7 s                    | 7,3 s                    |
| Kraftstoffverbrauch auf 100 km (kombiniert) | 10,1 l Super             | 11,3 l Super             |
| Leergewicht                                 | 1730 kg                  | 1775 kg                  |
| Tankinhalt                                  | 70 l                     | 70 l                     |